# Bercse
Bercse település Romániában, Szilágy megyében.

## Fekvése
Hidalmástól délnyugatra, Pusztarajtolcz, Almásszentmária, Kendermál és Nyercze között fekvő település.

## Története
Bercse nevét az oklevelek 1600-ban említették először Berche néven.
A település a Csáki család birtokai közé tartozott.
1850-ben végzett összeíráskor Bercsének 487 lakosa volt, melyből 480 görögkatolikus, 7 református volt.
1868-ban 546 lakosából 532 görögkatolikus, 2 református, 12 izraelita volt.
1890-ben 510 lakost számoltak össze a településen, ebből 502 görögkatolikus, 12 izraelita.
Berencse a trianoni békeszerződés előtt Kolozs vármegye Hídalmási járásához tartozott.